# 黒沢英里奈
黒沢 英里奈（くろさわ えりな、1985年7月18日 - ）は、日本のAV女優。
東京都出身。かつては喜田嶋 りお（きたじま りお）の芸名でAV女優として活動していた。
黒沢英里奈に改名してからのプロフィールは身長156cm。スリーサイズ：B84・W58・H84、Cカップ。

## 略歴
- 2004年 - 『ミンクな恋心でいこ～よ！』でh.m.p専属女優としてAVデビュー。当時の芸名は喜田嶋りお。
- 2006年 - 『初セル』でMOODYZよりセルデビュー。
- 2007年 - 黒沢英里奈（くろさわえりな）に改名。

## 作品

### アダルトビデオ
喜田嶋りお 名義
2004年
- ミンクな恋心でいこ～よ！（6月30日、h.m.p）
- チューチューエロかいな（7月28日、h.m.p）VHS
- しゅわしゅわシャワーでSAY HELLO！（7月28日、h.m.p）レンタルDVD
- おしゃまなフラワー（8月27日、h.m.p）
- 潮吹き♥夢見ごこち（9月26日、h.m.p）
- 変態性コスプレファック（10月27日、h.m.p）
- 赤裸々しちゃうの（11月30日、h.m.p）
- 変態リボン（12月31日、h.m.p）

2005年
- 卑猥なごちそう（1月28日、h.m.p）
- 痴漢バス女子校生（2月11日、TMA））
- おにいちゃんといっしょ（3月11日、TMA）
- 喜田嶋りおのアルバイト制服ずかん（10月14日、TMA）
- 学園アイドル（11月11日、TMA）
- 女子校生監禁レイプ（12月16日、TMA）

2006年
- 初セル（2月13日、MOODYZ）
- コスプレ7（3月13日、MOODYZ）
- Wキャスト（4月13日、MOODYZ）
- Sex On The Beach 11（5月13日、MOODYZ）
- PussyQueen（6月13日、MOODYZ）
- ハイパーデジタルモザイクVol.033（7月13日、MOODYZ）
- 拷問くらぶ 淫口炎上編（8月13日、MOODYZ）
- 痴漢犯罪6現場（9月13日、MOODYZ）
- 激ピストン16236回（10月13日、MOODYZ）
- ハイスクール乱交白書（11月13日、MOODYZ）
- 究極3P×4本番（12月13日、MOODYZ）

2007年
- ドリームアイドル16（1月13日、MOODYZ）
- 真性絶頂62回！！（2月13日、MOODYZ）
- 32人の乳も見インタビュー 4時間（8月10日、TMA）

黒沢英里奈 名義
2007年
- CHARISMA☆MODEL（3月25日、kira☆kira）
- ギャル女教師（4月1日、アイデアポケット）
- kira☆kira SPECIAL 4MIX★FUCK（4月25日、kira☆kira）
- ドリーム学園11（5月3日、MOODYZ）※AV OPEN 2007エントリー作品
- 淫乱痴女学園 3（6月1日、アイデアポケット）
- FELLATIO FESTIVAL 5（6月1日、アイデアポケット）
- ハーレム学園プレミアム VOL.2（7月7日、プレミアム）
- プレミアデジタルモザイク Vol.027（8月7日、プレミアム）
- 極嬢（2007年8月25日、イエロー）
- 実録・女子校生レイプ事件（9月1日、MOODYZ）
- 黒沢英里奈 美女中出し調教露出（9月6日、ディープス）
- 新任女教師 中出し20連発（9月6日、アイエナジー）
- GALCIR 2（10月1日、アイデアポケット）
- ドリーム学園11 完全版（10月13日、MOODYZ）
- 働くエビちゃん似お姉さんの断れない手コキ事情（11月1日、V（ヴィ））
- Elegant Queen（11月13日、MOODYZ）
- 全裸BOOT CAMP（11月30日、TMA）

### イメージビデオ
喜田嶋りお 名義
- 裸体（2004年9月25日、シャッフル）

### オリジナルビデオ
喜田嶋りお 名義
- くりいむレモン 蕾のかたち（2006年1月27日、フルメディア）

黒沢英里奈 名義
- 監禁工場 巨乳女工たちの暴発（2005年6月22日、TMC）
- 父の妻は、同級生（2007年5月2日、髙澤）
- BLUE-197X-（2007年5月25日、エースデュース）

### TV番組
喜田嶋りお 名義
- 乙女 湯の郷 一人旅（2006年7月、旅チャンネル／JIC）五浦温泉／袋田温泉